# Prince Johnson
Prince Yormie Johnson (Tapeta, 6 luglio 1952 – Paynesville, 28 novembre 2024) è stato un politico e generale liberiano, balzato agli onori delle cronache per la cattura e l'omicidio dell'ex presidente Samuel K. Doe.

## Biografia
Nato nella contea di Nimba, rimase orfano giovanissimo e venne cresciuto a Monrovia da uno zio. Nel 1971 si unì alla Guardia Nazionale Liberiana, che divenne poco dopo l'esercito liberiano, e partecipò al colpo di Stato che nel 1980 portò al potere Doe. Raggiunse il grado di tenente e proseguì la sua formazione militare negli Stati Uniti, in una caserma della Carolina del Sud, dove si distinse per la sua disciplina "severa e spesso draconiana". In seguito divenne aiutante di campo del comandante delle forze armate liberiane Thomas Quiwonkpa e quando quest'ultimo andò in esilio nel 1983, Johnson lo seguì. Nella prima guerra civile inizialmente si alleò con Charles Taylor e collaborò con esso al progetto del NPFL; tuttavia, a seguito di una lotta politica interna, se ne distaccò formando l'INPFL: questa nuova organizzazione, nonostante lo scetticismo con cui venne accolta all'estero, riuscì a controllare abbondanti porzioni della capitale  nell'estate del 1990.
Durante il conflitto, Prince Johnson divenne tristemente famoso per la crudeltà con cui ordinava gli omicidi di chiunque criticasse il suo operato: quando i devoti Hare Krishna, che stavano distribuendo cibo per evitare che le persone di Monrovia morissero di fame in mezzo al caos della guerra civile, gli inviarono una lettera chiedendogli di smettere di uccidere la gente, orchestrò personalmente l'esecuzione della hladini Devi Dasi, nata Linda Jury, e di cinque dei suoi studenti sulla riva del fiume San Paolo nella notte di giovedì 13 settembre 1990.
Ma l'azione più eclatante fu il rapimento, la tortura e l'esecuzione del presidente Samuel K. Doe, preso con la forza il 9 settembre dai suoi uomini mentre stava facendo una visita al porto della capitale. Tutta la scena venne ripresa con un video che fece rapidamente il giro del mondo: in esso si vede Johnson sorseggiare birra (bevve varie lattine di Budweiser) e ordinare ai militi dell'INPFL di tagliare le orecchie al rivale prima di ucciderlo. In seguito Johnson ha smentito di aver ucciso Doe, ma è stato accusato da Ahmadou Kourouma di aver commesso altri crimini di guerra.
Subito dopo la morte di Doe, Johnson si autoproclamò presidente della Liberia ma a poco a poco la maggioranza dei ribelli passò dalla parte di Taylor; nel frattempo il governo liberiano, nel tentativo di uscire dalla crisi, riconobbe il INPFL e lo invitò ad una conferenza politica tenutasi in Guinea, dove Amos Sawyer venne eletto presidente dello Stato. Tuttavia Johnson fu costretto a fuggire in Nigeria per paura di essere ucciso dalle truppe fedeli a Taylor e non prese parte alla seconda guerra civile. Mentre si trovava in Nigeria, si riconciliò con la famiglia Doe grazie alla mediazione del controverso "profeta" T. B. Joshua. Tornato in patria nel marzo del 2004 a seguito delle dimissioni di Taylor e la formazione di un governo di unità nazionale, annunciò di voler tornare alla vita politica ma il 7 aprile dello stesso anno si recò nuovamente in esilio per via delle minacce di morte subite ad opera del Liberians United for Reconciliation and Democracy. Alle elezioni del 2005 venne eletto senatore in rappresenta della Contea di Nimba e per qualche tempo presiedette la commissione Difesa del Senato.
La neopresidentessa Ellen Johnson Sirleaf creò una commissione parlamentare, la commissione per la Verità e la Riconciliazione, che ebbe il compito di far luce sui fatti avvenuti durante le due guerre civili del paese. Nel rapporto finale della commissione (luglio 2009) Johnson fu incluso in una lista di 50 uomini che avrebbero dovuto essere esclusi da ogni ruolo politico e istituzionale per via delle atrocità commesse nel periodo bellico. Johnson affermò che tale conclusione rappresentava uno "scherzo" in quanto nella lista erano stati ignorati molti altri ex combattenti, e insieme ad altri fece ricorso contro tale decisione. Nel gennaio del 2011 la Corte Suprema liberiana gli diede ragione nella sentenza Williams v. Tah, in cui si afferma che l'atto di divieto emanato da quell'organo parlamentare fosse incostituzionale. Dopo aver fondato il National Union for Democratic Progress, nel 2010 Prince Johnson ha affermato che si sarebbe candidato alle elezioni presidenziali del 2011, in cui ottenne l'11.6% dei voti. Alle consultazioni generali di sei anni dopo si piazzò al quarto posto con l'8.22% dei suffragi.